# Addison Road
Addison Road — христианская альтернативная рок/поп-группа из Далласа, штат Техас. Группа подписала контракт с лейблом INO в 2007 году и выпустила свой дебютный альбом, «Addison Road» 18 марта 2008 года. Их песни «All That Matters» и «Sticking With You» были, соответственно, 9 и 15 самой часто проигрываемой песней по данным чарта Christian CHR (англ.), опубликованном журналом R&R в 2008 году.

## История
Дженни Крисольм (англ. Jenny Chisolm) встретилась с Райаном Симонсом (англ. Ryan Simmons) в хоре университета Бейлора в Вако, штат Техас. Они начали вместе писать песни, и вскоре после этого группа начала бронировать несколько концертов - Райан играл на акустической гитаре, а Дженни пела. Стало очевидным, что они нуждаются в полной группе, поэтому привлекаются несколько друзей: Джей Хендерсон (англ. Jay Henderson) - в качестве барабанщика, и друг из церкви, Райан Грег (англ. Ryan Gregg) - в качестве ведущего гитариста (хотя он в это время уже состоял в группе под названием «Tribe America»). В таком составе они записали четыре грубо записанные демо-песни для только что сформированной группы «Jenny Chisolm Band».
В январе 2001 года группа обрела продюсера - Чака Денни (англ. Chuck Dennie) из группы By The Tree, и записали полноформатный альбом. Их первый независимый альбом назывался «Not What You Think». Затем ещё один друг, Трэвис Лоуренс (англ. Travis Lawrence), примкнул к группе в качестве басиста. В 2002 году Райан и Дженни поженились и переехали в Далас, чтобы создать постоянную группу. В конце концов они меняют название группы на «Addison Road».
В 2003 году они выпускают второй независимый альбом под названием «Breaking Beautifully».
В 2010 году вышел в свет последний на данный момент альбом «Stories»

## Участники группы
- Дженни Симонс (англ. Jenny Simmons) — основной вокал
- Райан Грег (англ. Ryan Gregg) — основная гитара, вокал
- Райан Симонс (англ. Ryan Simmons) — гитара, вокал, пианино
- Трэвис Лоуренс (англ. Travis Lawrence) — бас, вокал, гармоника
- Джеф Суттон (англ. Jeff Sutton) — ударные

## Дискография

### Студийные альбомы
- «Not What You Think» — апрель 2001 (независимый)
- «Breaking Beautifully» — сентябрь 2003 (независимый)
- «Always Loved You» — июнь 2005 (независимый EP)
- «Some Kind of Spark» — июль 2006 (независимый)
- «Addison Road» — март 2008 (INO Records)
- «Stories» — 22 июня 2010 г. (INO Records)

### Синглы
- «All That Matters» – в марте 2008 добрался до первой строчки чарта R&R’s Christian CHR chart и занял девятую строчку в списке самых часто играемых треков в конце 2008 года.
- «Sticking with You» – в октябре 2008 неделю держался на второй строчке чарта R&R's Christian CHR chart, а в конце 2008 года занял пятнадцатую строчку в списке самых часто играемых треков по данным журнала R&R

## Внешние ссылки
- Официальный сайт
- Addison Road на MySpace